# Удмуртска митрополија
Удмуртска митрополија (рус. Удмуртская митрополия) митрополија је Руске православне цркве.
Образована је одлуком Светог синода од 26. децембра 2013, а налази се у оквиру граница Републике Удмуртије. У њеном саставу се налазе три епархије: Глазовска, Ижевска и Сарапуљска.